# 德弗里斯冰川
德弗里斯冰川（英語：DeVries Glacier）是南極洲的冰川，位於奧次地，處於佩卡姆冰川以東，流經不列顛嶺南坡，最終注入伯德冰川，以生物學家命名，現時由南極條約體系管理。